# Wim Kok
Willem „Wim” Kok (ur. 29 września 1938 w Bergambacht, zm. 20 października 2018 w Amsterdamie) – holenderski polityk i działacz związkowy, w latach 1986–2001 lider Partii Pracy (PvdA), parlamentarzysta, wicepremier i minister, premier Holandii w latach 1994–2002.

## Życiorys
Kształcił się w Nyenrode Business Universiteit, w latach 1958–1959 odbywał służbę wojskową, następnie pracował jako handlowiec. W 1961 wstąpił do Partii Pracy, po czym został zatrudniony w socjalistycznych związkach zawodowych Nederlands Verbond van Vakverenigingen. Był wiceprzewodniczącym (1972–1973) i przewodniczącym (1973–1976) tej organizacji, następnie do 1986 kierował większą centralną związkową Federatie Nederlandse Vakbeweging. Od 1979 do 1982 pełnił funkcję przewodniczącego Europejskiej Konfederacji Związków Zawodowych.
W 1986 po raz pierwszy wybrany na posła do Tweede Kamer. Do niższej izby Stanów Generalnych uzyskiwał reelekcję w wyborach w 1989, 1994 i 1998. W lipcu 1986 został liderem PvdA w miejsce Joopa den Uyla, a także przewodniczącym klubu deputowanych Partii Pracy. Na czele ugrupowania stał przez ponad 15 lat aż do grudnia 2001, kiedy to zastąpił go Ad Melkert.
Od listopada 1989 do sierpnia 1994 sprawował urząd wicepremiera oraz ministra finansów w koalicyjnym rządzie Ruuda Lubbersa z Apelu Chrześcijańsko-Demokratycznego. Kierowani przez niego laburzyści zwyciężyli w kolejnych wyborach. 22 sierpnia 1994 Wim Kok objął urząd premiera, stając na czele koalicyjnego gabinetu z udziałem PvdA i dwóch partii liberalnych (VVD i Demokratów 66). Po wyborach w 1998 sformował w tym samym układzie politycznym swój drugi rząd.
W trakcie jego rządów w lipcu 1995 doszło do masowych egzekucji muzułmanów w Srebrenicy w Bośni. W kwietniu 2002 Holenderski Instytut Dokumentacji Wojny (NIOD) opublikował raport, w którym obarczył rząd Holandii oraz ONZ współodpowiedzialnością za to, że nie podjęły wystarczających działań, by zapobiec masakrze w Srebrenicy, którą chroniło wówczas 200 holenderskich żołnierzy w ramach oddziałów ONZ. 16 kwietnia 2002, kilka dni po publikacji tego dokumentu, Wim Kok podał się do dymisji, przyjmując w tej kwestii polityczną odpowiedzialność. Nie ubiegał się o reelekcję, a po przegranych przez Partię Pracy wyborach 22 lipca 2002 zakończył urzędowanie na stanowisku premiera.
Po odejściu z bieżącej polityki w latach 2003–2004 działał w strukturach Unii Europejskiej, gdzie zajmował się m.in. kwestiami rozszerzenia UE. Był powoływany w skład rad nadzorczych m.in. ING Banku, linii lotniczych KLM, Royal Dutch Shell czy PostNL.
Odznaczony m.in. Krzyżem Wielkim Orderu Oranje-Nassau (2002) oraz Krzyżem Wielkim Orderu Izabeli Katolickiej (2001). W 2014 otrzymał Krzyż Komandorski z Gwiazdą Orderu Zasługi Rzeczypospolitej Polskiej.